# Cymothales lestagei
Cymothales lestagei is een insect uit de familie van de mierenleeuwen (Myrmeleontidae), die tot de orde netvleugeligen (Neuroptera) behoort. 
Cymothales lestagei is voor het eerst wetenschappelijk beschreven door Lacroix in 1920.